# 竹田吉孝
竹田 吉孝（たけだ よしたか、1986年5月16日 - 2007年12月24日）は、地方競馬の金沢競馬場所属の元騎手である。最終所属は吉井一良厩舎。勝負服の柄は白、胴青山形一本輪、袖赤二本輪。山形県東置賜郡出身。地方競馬教養センター騎手課程第79期生。双子の弟・竹田吉秀は名古屋競馬場所属の元騎手。

## 来歴
2004年3月31日付けで地方競馬騎手免許を取得し、岩切敏男厩舎からデビュー。同年4月11日第1回金沢競馬1日目第1競走C3条件戦ソルジャーレディーで初騎乗（9頭立て7番人気8着）。同年4月13日第1回金沢競馬3日目第4競走C32組条件戦をシルクステイタスで優勝（10頭立て3番人気）し、2戦目で初勝利。
2005年1月から約2ヶ月間名古屋競馬場へ冬期交流競走のため遠征、滞在した。2007年3月21日、高知競馬場で行われた第21回全日本新人王争覇戦に出場（12人中7位）。同年12月24日に金沢市内の公園駐車場の車内でぐったりしているところを発見され、病院に搬送されたがまもなく死亡した。死因は練炭自殺によるものであった。
地方通算成績は1422戦46勝・2着73回・3着95回・勝率3.2%・連対率8.4%